# Alpine A524
O Alpine A524 é um modelo de carro de Fórmula 1 projetado e desenvolvido pela Alpine F1 Team, que disputou o Campeonato Mundial de Fórmula 1 de 2024. Foi o quarto carro de Fórmula 1 inscrito pela Alpine desde que esta deixou de ser a Renault. O A524 foi pilotado por Pierre Gasly em todas as provas da temporada, por Esteban Ocon da primeira até a vigésima terceira rodada, e por Jack Doohan, que substituiu Ocon no Grande Prêmio de Abu Dhabi, o encerramento da temporada, depois que Ocon foi dispensado da equipe mais cedo que o previsto. As funções de piloto reserva eram anteriormente assumidas por Doohan, já que ele havia pilotado na primeira sessão de treinos do Canadá e da Grã-Bretanha naquele ano. Paul Aron, novo reserva, também dirigiu o carro durante os testes de pós-temporada.

## História
A Alpine revelou o carro em um evento de lançamento em sua fábrica em Enstone em 7 de fevereiro de 2024, ao lado do protótipo esportivo de corrida Alpine A424. Ele ostentava uma pintura de preto carbono quase nua, com listras azuis e rosa por todo o carro. Duas pinturas foram lançadas, uma azul tradicional da marca Alpine e uma rosa em parceria com a patrocinadora principal BWT. Originalmente, o A524 ostentava pouca cor, por conta do receio em ultrapassar o limite de peso, mas a partir dos testes de pré-temporada, uma seta azul foi adicionada no cone do nariz dianteiro. Os detalhes cor de rosa não sofreram alterações em relação ao modelo anterior. O Alpine A524 adotou pinturas especiais em determinadas etapas, como na Bélgica, quando foi usada pintura do Deadpool, personagem interpretado por Ryan Reynolds, um dos acionistas da equipe, no filme Deadpool & Wolverine. No Grande Prêmio dos Estados Unidos, foi usada uma pintura amarela com degradê alaranjado, em homenagem a Indiana Jones e uma forma de divulgar o lançamento do mais recente jogo da saga, Indiana Jones e o Grande Círculo. Nas três corridas finais, Las Vegas, Catar e Abu Dhabi, o A524 usou uma pintura completamente rosa, em referência à sua patrocinadora majoritária, a BWT.
Inicialmente considerado o pior carro do grid, os resultados da equipe melhoraram constantemente ao longo da temporada, graças ao processo de reestruturação no quadro de funcionários, e a Alpine foi aos poucos retornando ao meio do grid. O A524 conseguiu marcar a primeira e única volta mais rápida da Alpine em 2024 no Grande Prêmio dos Estados Unidos com Ocon, embora o ponto não tenha sido computado por ele ter encerrado a prova em 18º, e o primeiro pódio duplo da equipe veio no Grande Prêmio de São Paulo, que também foi o primeiro pódio da equipe em muitos anos. Com isso, a Alpine deu um salto no campeonato de construtores, finalizando 2024 na sexta posição, com 65 pontos.

## Links externos
- Sítio oficial